# Wamba (Spagna)
Wamba è un comune spagnolo di 372 abitanti situato nella comunità autonoma di Castiglia e León. È l'unico comune spagnolo che contiene la lettera W nel nome.